# José Soleibe Arbeláez
José Soleibe Arbeláez (ur. 17 listopada 1938 w Cartago) – kolumbijski duchowny rzymskokatolicki, w latach 2002-2015 biskup Caldas.

## Życiorys
Święcenia kapłańskie przyjął 21 września 1963 i został inkardynowany do diecezji Cartago. Był m.in. diecezjalnym promotorem sprawiedliwości i obrońcą węzła (1967-1972), duszpasterzem akademickim (1975-1984) oraz rektorem seminarium (1998-1999).
19 lipca 1999 został mianowany biskupem pomocnicniczym Cali ze stolicą tytularną Sullectum. Sakrę biskupią otrzymał 8 września 1999. 6 grudnia 2002 objął rządy w diecezji Caldas. 28 stycznia 2015 przeszedł na emeryturę.